# 第一次能代事件
第一次能代事件（だいいちじのしろじけん）とは、北朝鮮（朝鮮民主主義人民共和国）によるスパイ事件。1963年（昭和38年）4月1日検挙。

## 概要
この事件は、拳銃（トカレフ）、無線機、乱数表、偽造運転免許証、日本・アメリカ合衆国・大韓民国の紙幣を所持した北朝鮮工作員2名（氏名不詳）が日本に密入国しようとして失敗し、1963年4月1日、秋田県能代市内浜において水死体で発見されたスパイ事件である。携行品から北朝鮮工作員と特定された。日本を経由して韓国に向かい、対南工作にあたろうとしたものではないかとも推定される。
1963年11月21日、秋田地方検察庁は、出入国管理令違反の2名に対し、被疑者死亡につき不起訴処分とした。